# Jednogodišnja krasolika
Jednogodišnja krasolika (krasolika, lat. Erigeron annuus), jednogodišnja biljka iz porodice glavočika porijeklom iz Sjeverne Amerike. U Europi gdje je uvezena kao ukrasna biljka krajem 17. stoljeća smatra se invazivnom. U Hrvatskoj je prvi puta zabilježena 1857. godine na području Zagreba, Moslavine i Slavonije. Voli sunčana i vlažna mjesta, oranice, vrtove, pašnjake, neobrađena tla, a česta je i uz putove.

## Opis
Biljka može narasti do 1,5 metara visine. Stabljika joj je uspravna sa svjetlim dlačicama po sebi, i u gornjem dijelu razgranata. naizmjenični istovi su duguljasti i uski, narastu do 10 cm., i nalaze se na kratkim peteljkama. Cvjetovi su mali, nalik tratinčici, a cvjetaju od lipnja do rujna. Oprašivanje od šestog do devetog mjeseca vrše kukci (entomofilija) Plod je ahenij s dlakavim papusom. Prema našem izvanrednom prof. dr. sc. Antunu Alegru sjemenke se rasprostranjuju vjetrom pa svugdje dospiju, i u Hrvatskoj je smatraju korovom.
Biljka ukazuje na tla bogata dušikom.
- Stabljika
- Cvjetovi
- Čitava biljka u cvatu